# پاشلک غول‌پیکر
پاشلک غول‌پیکر (نام علمی: Gallinago undulata) نام یک گونه از تیره آبچلیک است.